# Lecaniodiscus fraxinifolius
Lecaniodiscus fraxinifolius là một loài thực vật có hoa trong họ Bồ hòn. Loài này được Baker mô tả khoa học đầu tiên năm 1868.